# سرحات كوكسال
سرحات كوكسال (بالتركية: Serhat Köksal؛ بالهولندية: Serhat Köksal) هو لاعب كرة قدم تركي وهولندي في مركز الوسط، ولد في 18 فبراير 1990 في لاهاي في هولندا. لعب مع أدو دين هاغ ونادي دوردريخت.